# СРСР на зимових Олімпійських іграх 1972
СРСР на зимових Олімпійських іграх 1972 року представляли 76 спортсменів. Радянські спортсмени здобули 16 медалей, що допомогло посісти перше загальнокомандне місце.
Лижники здобули 5 золотих медалей. На третій поспіль олімпіаді радянські хокеїсти здобули золото що зробило їх триразовими олімпійськими чемпіонами.
СРСР не брала участі тільки у бобслеї.

## Медалісти
| Медаль             | Спортсмен | Вид спорту          | Дисципліна                    |
| ------------------ | --- | ------------------- | ----------------------------- |
| Золото             | Олександр Тихонов Ріннат Сафін Іван Бяков Віктор Маматов | Біатлон             | Чоловіки, естафета 4 х 7,5 км |
| Золото             | Вячеслав Веденін | Лижні перегони      | Чоловіки, гонка 30 км         |
| Золото             | Володимир Воронков Юрій Скобов Федір Сімашев В'ячеслав Веденін | Лижні перегони      | Чоловіки, естафета 4 x 10 км. |
| Золото             | Галина Кулакова | Лижні перегони      | Жінки, гонка 5 км             |
| Золото             | Галина Кулакова | Лижні перегони      | Жінки, гонка 10 км            |
| Золото             | Любов Мухачова Алевтіна Олюніна Галина Кулакова | Лижні перегони      | Жінки, еставета 3 x 5 км      |
| Золото             | Ірина Родніна Олексій Уланов | Фігурне катання     | Парне катання                 |
| Золото             | Збірна СРСР з хокею із шайбою \| Владислав Третьяк \| Олександр Пашков \| \| Олександр Рагулін \| Геннадій Циганков \| \| Володимир Лутченко \| Ігор Ромішевський \| \| Віктор Кузькін \| Віталій Давидов \| \| Валерій Васильєв \| Володимир Вікулов \| \| Анатолій Фірсов \| Валерій Харламов \| \| Борис Михайлов \| Володимир Петров \| \| Юрій Блінов \| Александр Мальцев \| \| Євген Мішаков \| Олександр Якушев \| \| Володимир Шадрін \| Євген Зімін \| | Хокей               | Чоловіки                      |
| Срібло             | Федір Симашев | Лижні перегони      | Чоловіки, гонка 15 км         |
| Срібло             | Алевтіна Олюніна | Лижні перегони      | Жінки, гонка 10 км            |
| Срібло             | Віра Краснова | Ковзанярський спорт | Жінки, 500 м                  |
| Срібло             | Сергій Четверухін | Фігурне катання     | Чоловіки, одиночне катання    |
| Срібло             | Людмила Смирнова Андрій Сурайкін | Фігурне катання     | Парне катання                 |
| Бронза             | Вячеслав Веденін | Лижні перегони      | Чоловіки, гонка 50 км         |
| Бронза             | Валерій Муратов | Ковзанярський спорт | Чоловіки, 500 м               |
| Бронза             | Людмила Титова | Ковзанярський спорт | Жінки, 500 м                  |
| Владислав Третьяк  | Олександр Пашков |                     |                               |
| Олександр Рагулін  | Геннадій Циганков |                     |                               |
| Володимир Лутченко | Ігор Ромішевський |                     |                               |
| Віктор Кузькін     | Віталій Давидов |                     |                               |
| Валерій Васильєв   | Володимир Вікулов |                     |                               |
| Анатолій Фірсов    | Валерій Харламов |                     |                               |
| Борис Михайлов     | Володимир Петров |                     |                               |
| Юрій Блінов        | Александр Мальцев |                     |                               |
| Євген Мішаков      | Олександр Якушев |                     |                               |
| Володимир Шадрін   | Євген Зімін |                     |                               |

### Спортсмени з кількома медалями
| Ім'я             | Вид спорту     |   |   |   | Разом |
| ---------------- | -------------- | - | - | - | ----- |
| Галина Кулакова  | Лижні перегони | 3 |   |   | 3     |
| Вячеслав Веденін | Лижні перегони | 2 |   | 1 | 3     |
| Алевтіна Олюніна | Лижні перегони | 1 | 1 |   | 2     |
| Федір Сімашев    | Лижні перегони |   | 1 | 1 | 2     |

## Медалі з видів спорту
| Спорт               | Золото | Срібло | Бронза | Загалом |
| Лижні перегони      | 5      | 2      | 1      | 8       |
| Фігурне катання     | 1      | 2      | 0      | 3       |
| Хокей із шайбою     | 1      | 0      | 0      | 1       |
| Біатлон             | 1      | 0      | 0      | 1       |
| Ковзанярський спорт | 0      | 1      | 2      | 3       |

## Здобутки

### Республік
| Місце | Країна         | Золото | Срібло | Бронза | Загалом |
| ----- | -------------- | ------ | ------ | ------ | ------- |
| 1     | РРФСР          | 29     | 5      | 3      | 37      |
| 2     | Українська РСР | 1      | 0      | 0      | 1       |

### Автономних Республік
| Місце | Країна          | Золото | Срібло | Бронза | Загалом |
| ----- | --------------- | ------ | ------ | ------ | ------- |
| 1     | Удмуртська АРСР | 3      | 0      | 0      | 3       |
| 2     | Татарська АРСР  | 2      | 1      | 0      | 3       |
| 3     | Чуваська АРСР   | 1      | 0      | 0      | 1       |

## Здобутки українських спортсменів
Олімпійськими чемпіонами стали:

- Бяков Іван Іванович (Біатлон)